# 마우저 HSc
마우저 c형 자동격철권총(독일어: Mauser Hahn Selbstspanner Pistole C; Mauser HSc)는 나치 독일에 의해 제 2차 세계대전과 그 전후에 사용된 소형 자동권총이다. 'HSc'라는 명칭에 'HS'는 Hahn Selbstspanner (영어로 하면 “Self-cocking hammer” 즉, 더블액션 권총임을 뜻하며 마지막 ‘c’는 그 원형인 HSa, HSb형 중에 마지막인 c 형을 뜻한다. 전쟁 기간 동안 총 생산량은 약 25만정으로 적지 않으며 독일 육군, 해군등 전군을 걸쳐 보급되었지만 그에 반해 현재 크게 알려져 있지 않다. (독일 공군은 거의 지급되지 않은 것으로 보인다.- 집계자료에 근거함.)
2차 대전이 종전되고 1945~46년까지 프랑스에서 생산되었으며 나중엔 1968~77년까지 마우저에서 다시 생산되었다.

## 개발과 채용
당시 최대의 군용 소총 개발 회사였던 마우저(Mauser)가 정확도와 신뢰성으로 높은 평가를 받던 마우저 포켓 피스톨 1910, 1914, 마우저 Vest 포켓 피스톨을 기초로 하여 HSc를 개발했다. 이는 경찰과 군대에 납품할 총기로, 동시대 경쟁자였던 독일의 발터社 의 PP와 PPK 권총 그리고 자우어社의 38H권총과 경쟁하기 위해 개발된 것이다.
본래 마우저 HSc는 민간 상업용으로 제작된 권총이었으나 초기 생산분은 독일 해군(Kriegsmarine)에 납품되었으며 곧 독일육군(Heer)과 경찰에 제공되었다. 이후엔 나치스 친위대(Waffen-SS)에게도 지급되는 등 매우 광범위하게 생산, 지급되었다. 독일군 비밀경찰인 게슈타포에게 지급되었다는 설도 존재 한다.

## 특징
특징은 반돌출(semi-exposed) 해머와 더블액션의 사용, 단열식(싱글 칼럼) 탄창, 총열을 감싼 형태의 블로우백 스프링이다. 또한 방아쇠울에서 총구 앞부분까지 우아한 곡선으로 이루어진 형상도 특징인데, 이는 제작이 용이하고, 전시 하에서 수요가 늘어났을 경우에도 대량생산 할 수 있다고 한다.
3종류의 구경의 탄환을 사용하는 버전이 생산되었다. 작은 구경부터, 22구경 (5.6mm), 32구경 (7.65mm), 38구경 (9mm)을 사용한다. 장탄 수는 단열 탄창으로 8+1발(32구경) 7+1발(38구경)의 장탄수를 가진다.
가장 큰 특징은 몇 칭 HSc에 붙은 ‘HS’처럼 ‘더블액션’기구와 ‘디코킹레버’를 채용하고 있다는 점이다. 이 더블액션, 디코킹레버 기구는 동시대 독일 발터社에서 개발한 PP (PPK) 권총에서 최초로 선보인 기능인데, 가히 획기적이어서 경쟁을 위해 '자우어 38H' 권총과 같이 재빨리 마우저사도 HSc에 채용한 것이다. (2차대전까지 재대로된 더블액션기구를 가진 자동권총을 대량으로 채용한 나라는 오로지 독일이었다)

## 생산
1940년 9월 19일 첫 한정의 HSc가 개발되고 시험되었다. 그리고 1940년 12월부터 본격적으로 HSc의 양산이 시작되었다. 생산 번호가 700,001번부터 시작했는데 이는 마우저 M1934권총의 생산 번호를 이어서 표기했기 때문이다. 전체 생산번호는 그림프레임 앞에 각인되어 있으며 마지막 3자리의 생산번로는 챔버의 아래쪽에 각인되어 있다.
총기 제조에 초기 생산분 중 처음 1,350정은 아주 잘 만들어진 고급 우드 그립과 청색 빛이 도는 고품질로 연마된 표면으로 제작이 까다로웠으나 이는 민간 상업적으로만 판매되었다. 이때까지의 초기 생산분은 그립 나사가 총의 거의 아랫부분에 있었는데 이를 LGS형이라 한다. 오늘날 LGS형은 매우 구하기가 어렵다.
생산 번호 701,345 이후로는 공정이 간략화 되고 그립 나사가 아랫부분에서 중앙으로 이동되었다. 이 이후로 생산된 것 중 거의 절반 가까이는 독일 해군(Kriegsmarine)에게 납품되었다가 1941년 초엔 독일육군이 HSc의 3,000정을 주문했다. 이 이후엔 독일 육군이 HSc권총의 주된 고객이 되었다. 처음 주문한 3,000정이 꽤나 마음에 들었는지 독일 육군은 2차대전간 생산된 HSc 권총의 54%인 135,000정 이상을 사 드렸기 때문이다. 독일 공군은 HSc를 거의 보급하지 않은 것으로 추측된다.
제 2차 세계대전이 독일의 패망으로 거의 막바지까지 다가왔을 1945년 4월 19일엔 HSc권총의 생산 번호가 거의 952,000번까지 치닫고 있었다. 이는 약 252,000정의 HSc 권총이 2차대전 당시 나치하 독일에서 생산되었다는 걸 의미한다. 2차대전 이후에서도 HSc의 권총 생산이 계속되었다. 프랑스에 위치한 마우저 공장에서 전후 생산한 19,000정을 포함해 현재까지 약 334,000정 이상이 생산된 것으로 집계된다.
| 2차대전 당시 독일군 HSc 보급 현황 | 수(정)  | 백분율 |
| --------------------------------- | ------- | ------ |
| 독일 육군(Heer)                   | 135,000 | 54%    |
| 독일 해군(Kriegsmarine)           | 27,100  | 11%    |
| 독일 경찰(Polizei)                | 30,000  | 12%    |
| 민간 등의 상업적 판매             | 59,850  | 23%    |
| 총 계                             | 251,950 | 100.0% |

(집계자료 출처 : ‘Alan D. Burnham & Peter H. Theodore’의 ‘HSc 생산 보고서’)
일반적으로 항상 긴급 전투를 고려해야 하기에, 권총은 항상 장전이 된 상태(약실에 탄이 있는 상태)를 유지해야 한다. 이때 해머가 코킹된 상태에선 위험하니까 안전을 위해 해머를 드롭(디코킹) 시키는데, 일반적인 콜트와 같은 싱글액션 권총에선 이 작업도 위험천만하다. 해머를 손가락으로 고정시키고 방아쇠를 당겨 해머를 천천히 손수 드롭 시켜야 하는데 이때 손가락이 미끄러지기라도 하면 오발사고가 벌어지기 때문이다. 반면에 마우저 HSc, 발터 PP, 자우어 38H는 디코킹레버만 당겨 주면 완전히 안전하게 해머를 드롭(디코킹)시킬 수 있는 것이다.
또한 해머가 드롭된 상태에서 발사를 하려면 싱글액션 권총을 해머를 다시 손가락으로 당겨 코킹 시켜야 한다. 반면에 HSc, PPk등의 더블액션식 권총은 그럴 필요 없이 방아쇠만 당기면 해머가 자동으로 코킹 되어 격발할 수 있다. 즉, 긴급상황시 속사를 할 수 있는 가히 획기적인 기능이 아닐 수 없었다.